# Teunis van der Linden
Teunis van der Linden (* 22. Januar 1884 in Zwijndrecht (Niederlande); † 1965) war ein niederländischer Chemiker.
Teunis van der Linden wurde 1910 cum laude an der Universität Amsterdam bei A. F. Holleman promoviert (Quantitatief onderzoek over de halogeneering der mono-halogeenbenzolen). Er befasste sich an der Universität Amsterdam mit der Photochlorierung von Alkanen und Aromaten und speziell von Benzol, woraus das Insektizid Lindan entstand, das nach ihm benannt ist.
1937 bis 1954 war er Sekretär der Chemischen Vereinigung der Niederlande.